# 트랜스태즈먼

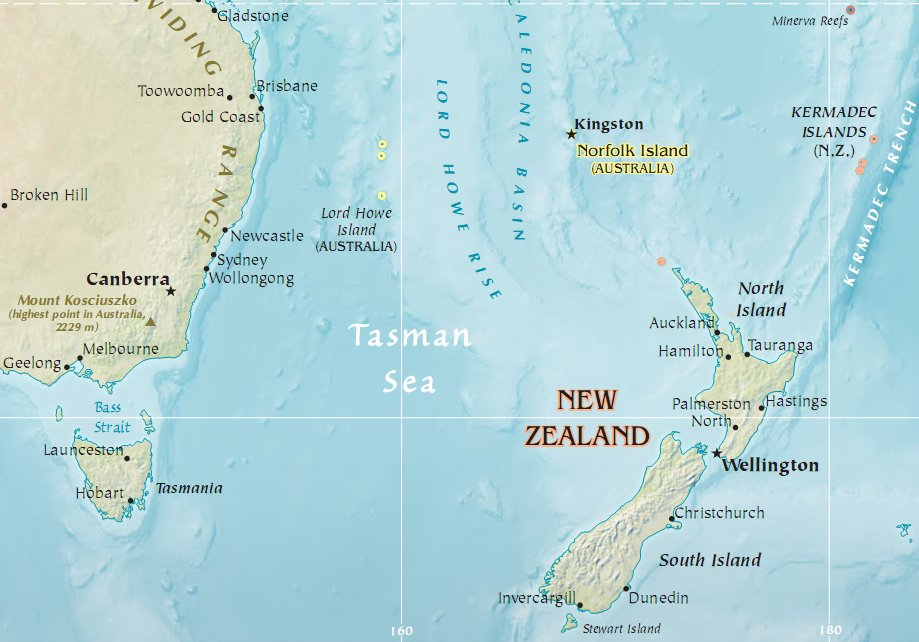
트랜스태즈먼 용어의 유래가 된 태즈먼해.

트랜스태즈먼(영어: Trans-Tasman)은 오스트레일리아와 뉴질랜드의 관계를 지칭할 때 쓰이는 "형용사"로, 이 용어의 어원은 오스트레일리아와 뉴질랜드 사이의 바다인 태즈먼해에서 비롯되었다. 이 용어가 쓰이는 대표적인 예시로, 트랜스태즈먼 여행 합의, 트랜스태즈먼 트로피 그리고 트랜스태즈먼 관계 등이 있다.
오스트레일리아와 뉴질랜드의 특별한 관계는 이들의 식민지 역사부터 양국의 전쟁 공동 참전, ANZUS과 긴밀경제관계 체결, 그리고 같은 영연방 왕국의 일원이라는 점까지 다양한 분야에서 찾을 수 있다. 특히 오스트레일리아와 뉴질랜드는 제1차 세계 대전의 갈리폴리 전역에서 수많은 군인들이 전사한 이후 영국의 식민지가 아닌 "오스트레일리아"와 "뉴질랜드"로서의 정체성을 찾아나섰고, 제2차 세계 대전 이후에는 영국이 더 이상 자국을 보호할 수 없다는 판단 하에 영국 대신 미국을 주요 동맹국으로 선택했다는 점도 비슷하다.
트랜스태즈먼은 이 외에도 항공 노선, 경제 용어 등에서도 자주 쓰인다. 트랜스태즈먼과 비슷한 용어로는 ANZAC이 있다.